# Interleucina-1
La interleucina-1 (IL-1) és una citocina inflamatòria, pertanyent a una família d'11 citocines, concretament de lligands i receptors, codificada en el cromosoma 2 i produïda per múltiples estirps cel·lulars, principalment per macròfags activats i mastòcits però també per cèl·lules endotelials i epitelials. A més a més, pot ser produïda per l'activació dels fagòcits estimulada per ribopolisacàrids o, fins i tot, per la interacció dels limfòcits TCD4+.
És un mediador clau en la resposta inflamatòria provocant febre, neutrofília i producció de proteïnes de fase aguda. També, té un paper fonamental en les respostes innates no específiques a les infeccions, fet que afavoreix respostes immunològiques més específiques com els anticossos o els limfòcits T citotòxics. És a dir, es produeix en grans quantitats com a resposta a infeccions o a qualsevol tipus de lesió o estrès. Històricament, fou una de les primeres citocines descobertes.

## Història
L'estudi de la interleucina 1 (IL-1) començà l'any 1940, aproximadament, amb la investigació de la patogènesi de la febre. Al segle xx, intentant trobar la relació entre la febre i les infeccions i les inflamacions, es trobaren algunes proteïnes presents en els fluids exsudats granulocítics d'animals i humans amb febre que actuaven com a pirògens endògens. El terme interleucina fou creat per denominar les citocines que intervenien en la comunicació entre leucòcits i, en concret, es va anomenar IL-1 als productes dels macròfags. En la dècada de 1980, l'ús de la IL-1 recombinant va permetre establir que aquesta era una citocina que intervenia en la inflamació i en la resposta immunitària. Actualment, es coneix que la interleucina-1 és una família de citocines, la majoria de les quals té propietats inflamatòries a causa de la seva habilitat en l'estimulació dels gens relacionats amb la inflamació.

## Característiques
Quan hi ha un dany tissular o una infecció, una de les primeres respostes del sistema immunitari innat és la secreció de citocines mitjançant les cèl·lules tissulars. La IL-1, entre d'altres, és de les citocines proinflamatòries més importants i és alliberada pels macròfags, els monòcits i les cèl·lules dendrítiques (cèl·lules endotelials i epitelials) en resposta al factor de necrosi tumoral (TNFα). Així doncs, la IL-1 és un mediador de la resposta inflamatòria aguda.
La IL-1 es sintetitza primer com un precursor i necessita dues senyals diferents per produir-se. Una d'elles activa la transcripció gènica (induïda pel TLR i les senyals NOD) i la producció d'un precursor polipeptídic de pro-IL-1β. La segona senyal activa l'inflamasoma i aquest divideix el precursor mitjançant proteòlisis, donant com a resultat la proteïna madura IL-1β.
Les IL-1 no tenen seqüències hidròfobes, de manera que no poden dirigir el polipèptid creat a la membrana del RE. Així doncs, un cop sintetitzada, la IL-1 es secreta a través d'una via no clàssica. Una possibilitat és que la IL-1 madura s'activi quan les cèl·lules infectades o els macròfags actius moren. També, pot ser que el TNF estimuli els fagòcits i altres tipus cel·lulars perquè produeixin IL-1 (cascada de citocines amb activitats biològiques anàlogues).
La IL-1 és capaç d'actuar biològicament gràcies a receptors de membrana específics. Se'n coneixen dues formes, la IL-1α i la IL-1β, que tenen una homologia menor del 30% entre elles, però s'uneixen als mateixos receptors de la superfície cel·lular i porten a terme les mateixes activitats metabòliques.

### IL-1α
La IL-1α és el membre més antic de la família de les IL-1, si es mira des d'un punt de vista evolutiu, i la seva seqüència primària d'aminoàcids està estretament relacionada amb la família del factor de creixement dels fibroblasts, que són cèl·lules que es troben al teixit connectiu dels animals. És majoritàriament intracel·lular i té certs efectes paracrins en l'entorn de la cèl·lula secretora. Aquest tipus d'interleucina s'uneix a un receptor anomenat IL-1RI i recluta una proteïna accessòria (IL-1RIAcP) creant un complex, les senyals del qual indueixen la inflamació.
En l'àmbit de la salut, existeixen nivells abundants de precursor de la IL-1α en cèl·lules primàries, com els hepatòcits, les cèl·lules endotelials o els fibroblasts, independentment de la seva localització. A més a més, també es troba present en línies cel·lulars tumorals.

### IL-1β
La IL-1β és una citocina altament inflamatòria en humans. Ha estat el tipus de IL-1 més estudiada, sobretot, perquè és secretada pels macròfags i aquests tenen una gran importància en el procés de presentació d'antigen. És secretada en sang i interacciona amb dos tipus de receptors: tipus I i tiupus II. Els tipus I es troben sobre la majoria de les cèl·lules del cos i semblen mediadors de les respostes clàssiques de la IL-1. Els tipus I es troben a la membrana de limfòcits B, neutròfils, monòcits i cèl·lules de la medul·la òssia.

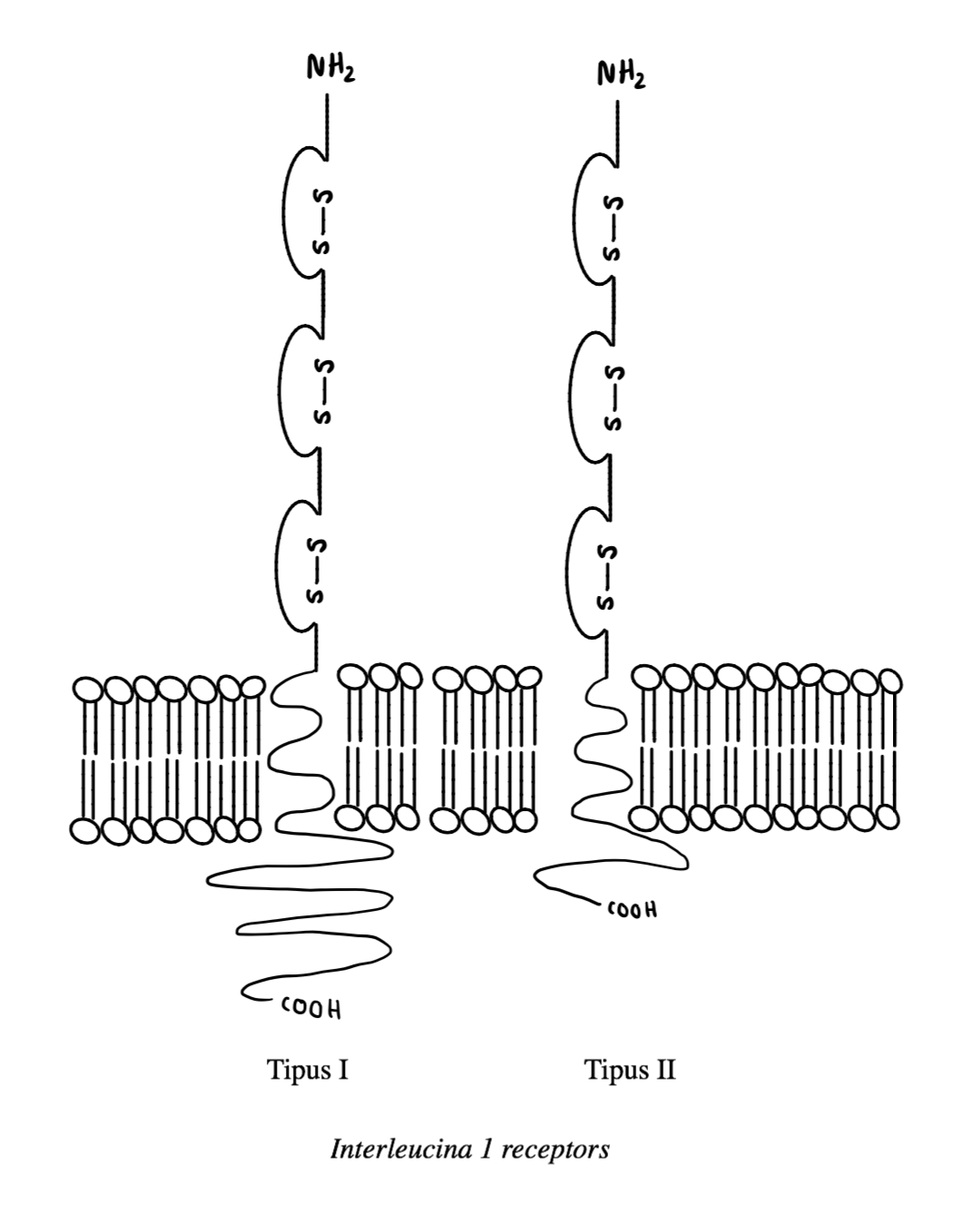
Estructura molecular dels receptors de la IL-1

La IL-1β i la IL-1α s'uneixen al mateix receptor (IL-1RI) i desencadenen una senyal proinflmatòria. El precursor de la IL-1β és activat per una cisteïna proteasa intracel·lular anomenada caspase-1. Particularment, les persones amb mutacions en l'activació de la caspase-1 poden desenevolupar una inflamació sistèmica que pot arribar a ser mortal. Per revertir-la, és possible bloquejar el receptor de la IL-1 o utilitzar un anticòs que neutralitzi la IL-1β.
Aquelles malalties causades per la intervenció de la IL-1β s'anomenen autoinflamatòries. Tot i que les malalties autoinflamatòries estan sovint relacionades amb l'autoimmunitat, no hi ha cap evidència que les causades per les IL-1 tinguin un paper d'immunitat adaptativa. La inflamació sinuvial resultant de la IL-1β té un paper crucial en els estats primerencs i finals de l'artritis òssia.

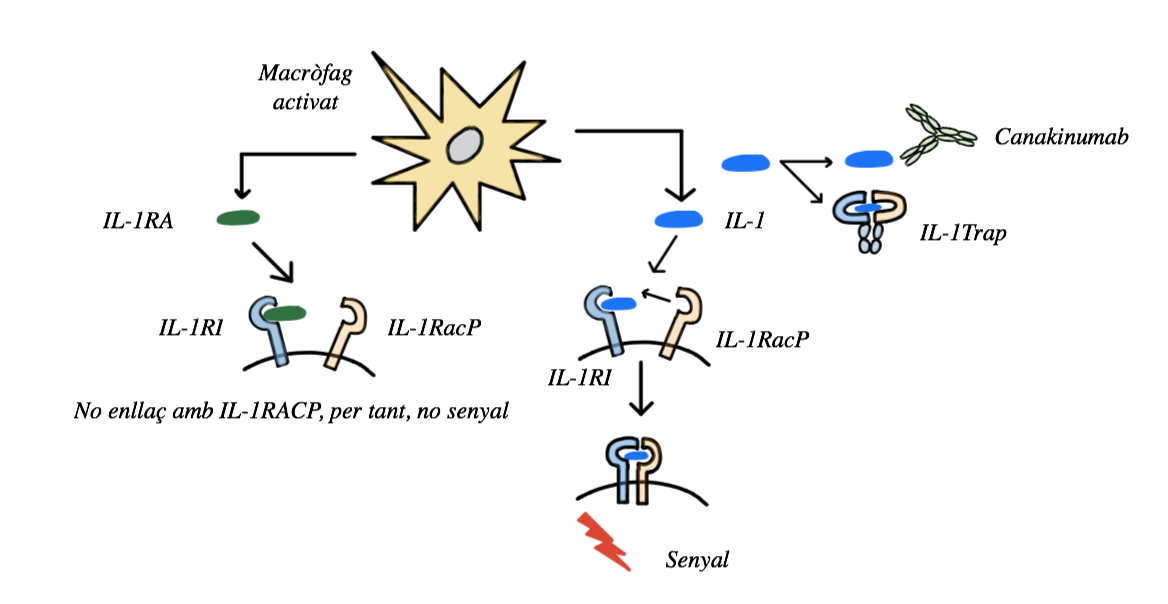
Interacció de l'antagonista del receptor de IL-1 i la IL-1 amb les molècules receptores de IL-1

### IL-1RA
La IL-1RA és una proteïna insoluble, produïda principalment per monòcits i macròfags, que interactua amb IL1R i inhibeix l'efecte de les altres dues formes actuant com a antagonista d'elles. Impedeix la unió de la IL-1α i β als seus respectius receptors, ja que aquesta competeix per unir-se als receptors mencionats anteriorment (inhibició de tipus competitiva). Les concentracions elevades d'aquest tipus d'interleucina s'associa amb la obesitat, la resistència a la insulina i el risc de patir una malaltia cardiovascular.

## Funcions
Les citocines IL1α i IL1β, dues citocines claus per l'activació de l'activitat immunitària innata, tenen com a cèl·lula diana els limfòcits T, els macròfags i l'hipotàlem. Provoquen principalment l'activació de macròfags, limfòcits T i indueixen febrea l'organisme davant d'estímuls com de bacteris i els seus productes, d'altres citocines IL-1, de TNF i per contacte amb les cèl·lules T CD4. Les funcions són les següents: 

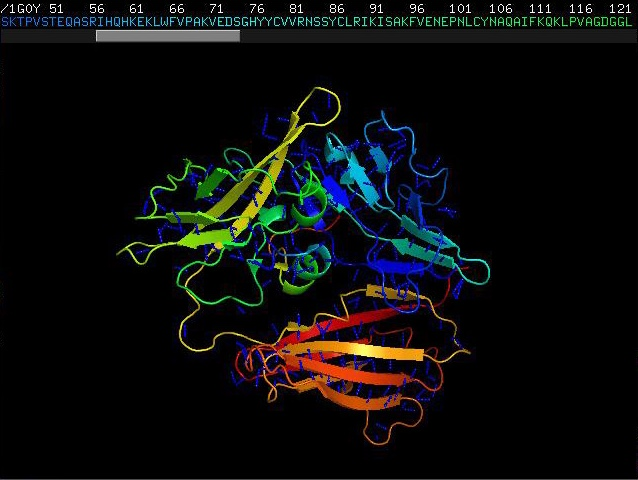
IL-1 amb cadenes diferenciades i interaccions polars.

- Efectes proinflamatoris, que són productes de l'alliberament d'histamina per part de mastòcits i causen vasodilatació i signes d'inflamació localitzada.[11]
- És un pirogen, causant de febre per alliberament de prostaglandines, fet beneficiós, ja que a temperatura elevada la resposta immunitària funciona millor, reduint la taxa de creixement dels patògens.[12]
- Promouen la hiperalgèsia, que és l'augment de la sensibilitat del dolor.[13]
- Juntament amb la IL-6, causa l'augment de proteïnes hepàtiques de fase aguda (per exemple, el fibrinogen i la proteïna C reactiva).
- Actua sobre el sistema nerviós central produint son i anorèxia durant processos infecciosos per efecte de l'òxid nítric i estimulant l'alliberament d'hormones de la hipòfisi.
- Incrementa el nombre de cèl·lules precursores de la medul·la òssia.
- Potencia les funcions dels neutròfils dels teixits afectats.[14]
- Afavoreix l'augment de concentració de leucòcits en el lloc de la infecció o lesió.

## Malalties i la seva relació amb IL-1
Malgrat que les interleucines desenvolupen un paper important en la defensa de l'organisme, diversos estudis han demostrat que una alteració en els nivells d'IL-1 estan relacionats amb diverses malalties inflamatòries i febre, com la febre familiar mediterrània (FMF), entre d'altres. Alguns dels trastorns causats per alguna anormalitat en les IL-1 són:
1. Periodontitis: És la inflamació del teixit fibrós que rodeja l'arrel de les dents. La IL-1 és la que inicia la destrucció d'aquest teixit, és a dir, té una clara influència en l'evolució d'aquesta malaltia dental.[16] Quan hi ha un polimorfisme del gen que codifica la IL-1β, es produeix més quantitat d'aquesta proteÏna de la considerada normal en entrar en contacte amb bacteris. Això se sap gràcies a diversos experiments en què s'evaluaren i es compararen les concentracions de IL-1 en pacients sans i en pacients amb inflamació de la geniva. En aquests últims eren força majors.[17]
2. SIDA: La IL-1β indueix la replicació del virus VIH a cèl·lules com monòcits i macròfags.[18] A més, les proteïnes de membrana del virus VIH-1 contribueixen a la secreció d'IL-1.[19]
3. Alzheimer: Aquesta malaltia afecta els sistemes nerviós, immunològic i endocrí degut a la intervenció de molècules com la IL-1, ja que intervé en la reacció immunitària al cervell i, en conseqüència, en la inflamatòria.[20]
4. Càncer: Les IL-1RA estan relacionades amb els factors de creixement del teixit adipós peritumoral en pacients caquèxics.[21]
5. Dermatitis atòpica: S'ha descobert que la interleucina 1-β està implicada directament en la formació i empitjorament de les lesions cutànies de la dermatitis atòpica, fet que es veu agreujat amb l'estat en què es troba la vitamina D. L'experiment consistí en estudiar a 57 nens amb dermatitis aguda (lleu i greu) i un grup control de 33 nens sans. Se’ls va mesurar les concentracions sèriques d'1L-1β, IL-1F2 i l'antagonista del receptor ja esmentat anteriorment, IL-1RA. Al final de l'experiment, es va veure que el nivell de viatmina D en sèrum en nens amb AD era menor que en nens sans. Per tant, es va arribar a la conclusió que la IL-1β, el IL-1RA i els nivells d'IgE estan implicats en la immunopatogènesi de la malaltia.[22]
6. Parkinson: El nivell elevat d'IL-1 i el nivell deprimit d'IL-10 a la sang perifèrica dels pacients amb dolor relacionat amb la malaltia de Parkinson suggereix que certes citocines inflamatòries poden estar implicades en l'aparició i en els símptomes clínics del dolor relacionat amb aquesta malaltia.[23]

## Recerca
S'ha provat el seu ús en l'estimulació de la reacció inflamatòria en malalts immunodeprimits. I igualment, l'hipotètic ús d'antagonistes de la IL-1 com a antiinflamatoris.
En ratolins mancats d'IL-1, s'ha descrit que certs tumors creixen més lentament que el que és normal o no es desenvolupen. Animals sense receptors d'IL-2 tendeixen a no induir la migració de macròfags i altres respostes proinflamatòries.
Sembla que IL-1 és un intermediari de les gonadotropines en el cicle de l'ovulació.